# 187
Évszázadok: 1. század – 2. század – 3. század
Évtizedek: 130-as évek – 140-es évek – 150-es évek – 160-as évek – 170-es évek – 180-as évek – 190-es évek – 200-as évek – 210-es évek – 220-as évek – 230-as évek
Évek: 182 – 183 – 184 – 185 –  186 – 187 – 188 – 189 – 190 – 191 – 192

## Események

### Római Birodalom
- Lucius Bruttius Quintius Crispinust és L. Roscius Aelianus Paculust választják consulnak.
- Az előző évi levert galliai felkelés vezetője, Maternus Rómába szökik, hogy egy ünnepségen meggyilkolja Commodus császárt, de elárulják, elfogják és kivégzik.
- Publius Helvius Pertinax képtelen megnyugtatni a lázongó britanniai légiókat, ezért leváltják kormányzói tisztségéből.
- Pertinax leleplezi Lucius Antistius Burrus (Commodus sógora) és Gaius Arrius Antoninus császárellenes összeesküvését. Mindkettejüket kivégzik.
- Gallia Lugdunensis kormányzója, Septimius Severus feleségül veszi a 17 éves Iulia Domnát, Iulius Bassianus (a szíriai Elegabalus napisten főpapja) lányát.
- Clodius Albinus, Germania Inferior kormányzója legyőzi a germán chattusokat.

## Születések
- Cao Pi, Cao Vej állam császára

## Fordítás
- Ez a szócikk részben vagy egészben  a(z)   187 című francia Wikipédia-szócikk ezen változatának fordításán alapul.  Az eredeti cikk szerkesztőit annak laptörténete sorolja fel. Ez a jelzés csupán a megfogalmazás eredetét és a szerzői jogokat jelzi, nem szolgál a cikkben szereplő információk forrásmegjelöléseként.